# Alfonso Rueda
Alfonso Rueda Valenzuela (Pontevedra, 8 de julho de 1968) é um político espanhol, presidente da Junta da Galiza desde 2022.

## Biografia
Filho do político José Antonio Rueda Crespo, Alfonso Rueda iniciou sua trajetória política na juventude, integrando a organização "Novas Xeracións" do Partido Popular da Galiza (PPdeG). Em 1993, foi eleito presidente dessa organização em Pontevedra. Mais tarde, atuou como chefe de gabinete do conselheiro Xesús Palmou e, entre 2000 e 2005, ocupou o cargo de diretor-geral da Administração Local da Junta da Galiza.
Em 2006, Rueda foi nomeado secretário-geral do PPdeG, cargo que ocupou até maio de 2016, quando foi sucedido por Miguel Tellado.
Com a eleição de Alberto Núñez Feijóo como presidente do PPdeG, Rueda manteve sua posição de destaque no partido. Nas eleições galegas de 2009, concorreu pela província de Pontevedra, conquistou um assento e, em abril do mesmo ano, foi nomeado Conselheiro de Presidência, Administrações Públicas e Justiça.
Após a segunda vitória de Feijóo nas eleições para a presidência da Junta da Galiza, Rueda foi nomeado vice-presidente, função que estava vaga desde 2009, com a saída de Anxo Quintana.
Em 13 de março de 2016, assumiu a presidência provincial do PPdeG em Pontevedra, substituindo Rafael Louzán, após o partido perder a presidência da Deputação pontevedrense.

### Presidente da Galiza
Com a renúncia de Núñez Feijóo em maio de 2022, Alfonso Rueda foi eleito chefe do executivo galego, recebendo o apoio de 41 deputados do PPdeG, com exceção de Pedro Puy Fraga, que estava recuperando-se de um infarto. Rueda tomou posse como presidente no Salão dos Reis do Parlamento da Galiza em 14 de maio. Dois dias depois, liderou seu primeiro Conselho da Junta no Paço de Raxoi, confirmando todos os conselheiros anteriores e nomeando Diego Calvo para a vaga que ele próprio deixara na Secretaria de Presidência.
Em 22 de maio de 2022, foi eleito presidente do Partido Popular da Galiza durante o 18º Congresso do partido, realizado em Pontevedra, sendo o único candidato e obtendo 97,2% dos votos dos delegados.
Em 18 de fevereiro de 2024, venceu as eleições galegas, conquistando 40 assentos — uma perda de dois em relação à eleição anterior —, mas mantendo seu governo com mais uma maioria absoluta.